# 第8届大众电视金鹰奖
第8届大众电视金鹰奖授奖大会于1990年11月1日在南京五台山体育场举行，由程前、蔡闺主持。

## 得奖名单

### 优秀连续剧
- 《篱笆、女人和狗》 大连电视台、瓦房店市政府
- 《上海的早晨》 上海电视剧制作中心、上海氯碱总厂
- 《海外遗恨》 辽宁电视剧制作中心

### 优秀单本剧
- 《樱花梦》 中央电视台、中国广播电视学会、中国电视剧制作中心
- 《一个叫姚金兰的人》 山东电影电视剧制作中心、山东电视台
- 《长城向南延伸》 国家南极考察委员会、四川电视台

### 优秀儿童剧
- 《十六岁的花季》 上海电视剧制作中心、中央电视台

### 优秀戏曲片
- 《天仙配》 安徽电视台

### 最佳男主角
- 严翔 《上海的早晨》中饰徐义德

### 最佳女主角
- 周洁 《海外遗恨》中饰萝娇

### 最佳男配角
- 奇梦石 《上海的早晨》中饰梅佐贤

### 最佳女配角
- 李媛媛 《上海的早晨》中饰林婉芝

### 特别奖
- 《铁人》 中国电视剧制作中心、大连石油管理局、长春电影制片厂电视部
- 《密探》 南京电视台、江苏电视台
- 《黑风》 浙江电视剧制作中心
- 白杨（上海）
- 米雪（香港）
- 寇世勋（台湾）